# مقاومت غلتشی

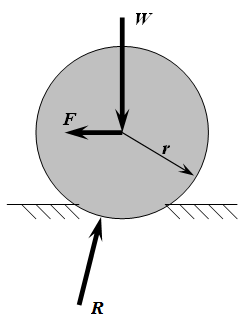
چرخ سخت روی یک سطح نرم می غلتد و شکل آن را تغییر شکل می دهد و در نتیجه نیروی واکنش R از سطح دارای جزء است که با حرکت مخالف است. (W مقداری بار عمودی روی محور است، F مقداری نیروی بکسل اعمال شده به محور، r شعاع چرخ است، و هر دو اصطکاک با زمین و اصطکاک در محور ناچیز فرض می‌شوند و بنابراین چرخ نشان داده نمی‌شود. با سرعت ثابت به سمت چپ می غلتد.) توجه داشته باشید که R نیروی حاصل از فشار غیر یکنواخت در سطح تماس چرخ و بستر جاده است. این فشار به دلیل هیسترزیس به سمت جلوی چرخ بیشتر است.

مقاومت غلتشی (انگلیسی: Rolling resistance) که گاهی اوقات اصطکاک غلتشی یا کشش غلتشی نامیده می شود، نیرویی است که در برابر حرکت مقاومت می کند، زمانی که یک جسم (مانند یک توپ، تایر یا چرخ) روی یک سطح می غلتد. عمدتاً توسط اثرات غیر الاستیک ایجاد می شود. یعنی تمام انرژی مورد نیاز برای تغییر شکل (یا حرکت) چرخ، بستر و غیره با برداشته شدن فشار بازیابی نمی شود. توجه داشته باشید که لغزش بین چرخ و سطح نیز منجر به اتلاف انرژی می شود. اگرچه برخی از محققان این اصطلاح را در مقاومت غلتشی گنجانده‌اند، برخی پیشنهاد می‌کنند که این اصطلاح اتلاف باید جدا از مقاومت غلتشی در نظر گرفته شود، زیرا به دلیل گشتاور اعمال شده به چرخ و لغزش حاصله بین چرخ و زمین است که به آن افت لغزش می‌گویند. علاوه بر این، فقط به اصطلاح مقاومت در برابر لغزش شامل اصطکاک است، بنابراین نام "اصطکاک غلتشی" تا حدی نامناسب است.